# Nagy András György

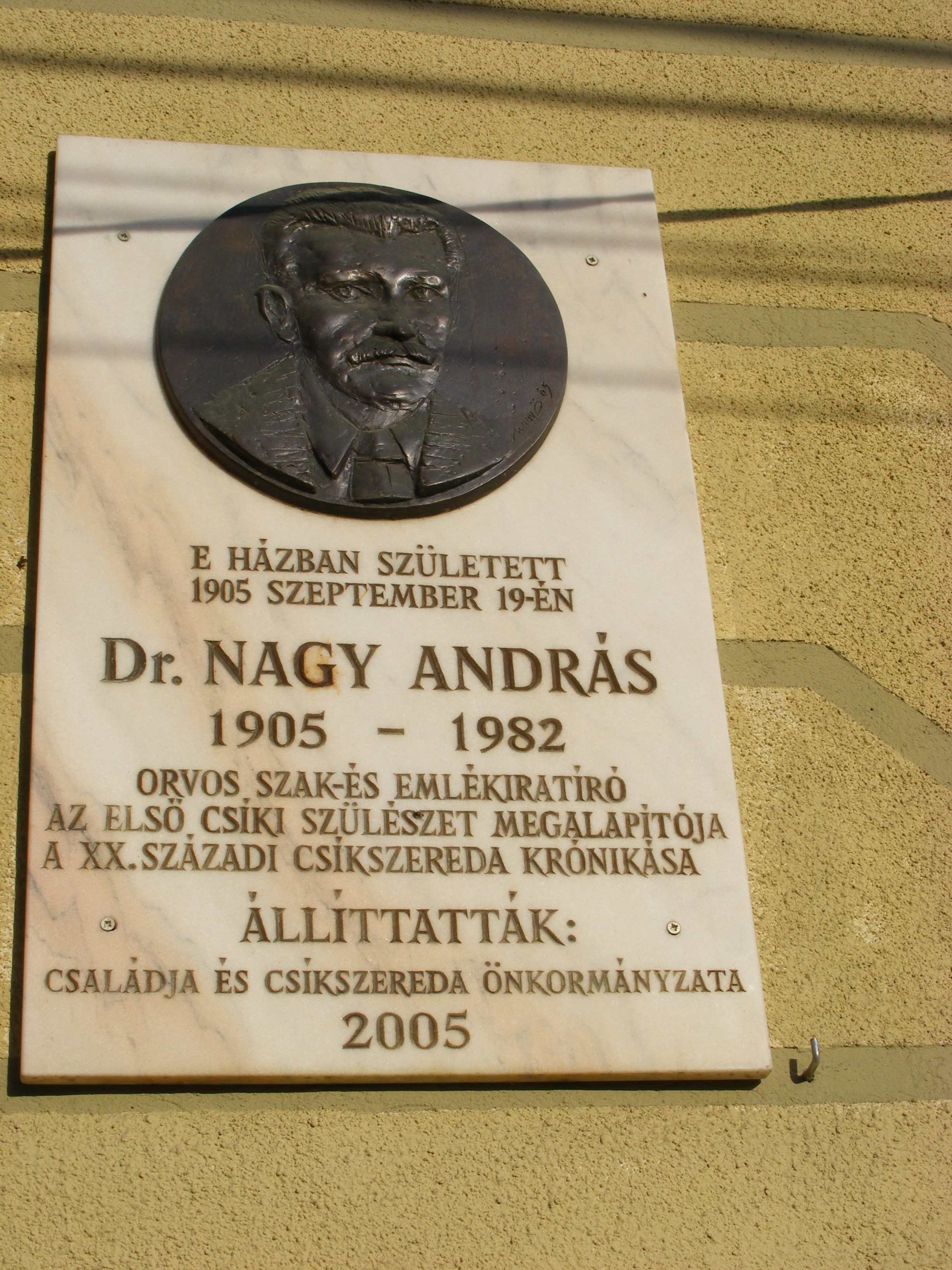
Emléktáblája Csíkszeredában

Nagy András György (Csíkszereda, 1905. szeptember 19. – Csíkszentkirály, 1982. március 2.) romániai magyar orvosi szakíró, közíró, népművelő, Nagy Benedek édesapja, Nagy Borbála testvére.

## Élete
Középiskoláit szülővárosában, Debrecenben és Kolozsváron végezte 1915 és 1923 között, a bukaresti orvostudományi fakultáson doktorált 1929-ben. Mint egyetemi hallgató a Koós Ferenc Kör Diákosztályának elnöke is volt. Sebészeti és nőgyógyászati szaktanulmányokat folytatott Szombathelyem (1929-30), majd Párizsban (1930-31). Hazatérve magánorvosként dolgozott Csíkszeredában (1931-35), majd a Medicina pastoralis előadója és a gyulafehérvári Római Katolikus Teológián, a Majláth-líceum tanára, később püspökségi orvos volt 1935 és 1938 között. Megszervezte a csíksomlyói, illetve csíkszeredai Szülőanyák Mária Otthonát, melynek vezető orvosa is volt 1938 és 1944 között, a II. világháború után Bajorországban a Vöröskereszt szakorvosaként dolgozott (1945-46), visszatérve Erdélybe előbb Kolozsváron vezetett szülőotthont, majd Csíkszentkirályon volt körorvos (1947-64), végül a csíkszeredai Egészségügyi Nevelési Szolgálat vezető orvosa lett nyugalomba vonulásáig (1964-78).
Első jelentős szaktanulmányát a párizsi Presse Médicale közölte 1931-ben, hazájában az 1930-as években írásai az Erdélyi Tudósító, A Nap, Harangszó, Erdélyi Lapok, Hitel, valamint az Erdélyi Fiatalok hasábjain jelentek meg; az Erdélyi Múzeumban Adatok az erdélyi magyarság népegészségügyéhez című 1938-as tanulmányával szerepelt. A marosvásárhelyi Magyar Népegészségügyi Szemle főmunkatársa. Egészségügyi tankönyvét az államosításig használták a magyar iskolákban. Anyák iskolája c. munkája 6 kiadást ért meg. A II. világháború után a romániai Orvostudományi Társaságok Szövetsége keretében tudományos dolgozatokat mutatott be a daganatos betegségek kérdésköréből, a rákmegelőzésről és Csíkszék egészségügyének múltjáról. Népnevelő publicisztikája ebben az időszakban a Falvak Dolgozó Népe, a Hargita, Informația Harghitei, Ifjúmunkás és Vörös Zászló hasábjain szerepelt. Erdély majd minden városában, Al- és Felcsík minden falujában mintegy 300 tudomány népszerűsítő, ismeretterjesztő előadást tartott főként a család- és csecsemővédelemről, az alkoholizmus- és abortuszellenes küzdelem tárgyköréből. Hivatástudatában a gyógyítás egyenértékű a népneveléssel.
Érdeklődési köréhez tartozott a gyógyfürdők kérdése. Erről tanúskodik Fürdőhelyeink című írása a Korunkban (1970) és Hargita megye gyógyfürdőinek fejlődéstörténetéről szóló tanulmánya a Hargita megye gyógytényezői (Csíkszereda, 1974) című, románul is megjelent kötetben. Értékesek megemlékezései kortársairól: Bitay Árpádról és Nagy István festőművészről a Korunkban (1968) és Szemlér Ferencről a Művelődésben (1979). Kézirati hagyatékából kiadták önéletrajzát és egy kötetnyi visszaemlékezését barátaira (Lót visszanéz), függelékben Arcok és találkozások címmel.

## Kötetei
- Lót visszanéz; utószó Nagy Benedek; Pallas-Akadémia, Csíkszereda, 2001